# Haslau-Maria Ellend
Haslau-Maria Ellend est une commune autrichienne du district de Bruck an der Leitha en Basse-Autriche.